# Bae Da-bin
Bae Da-bin (배다빈?, 裴多彬?, Pae TabinMR; Cheongju, 24 dicembre 1993) è un'attrice sudcoreana.

## Biografia
Ha trascorso l'infanzia e l'adolescenza in Nuova Zelanda, tornando in Corea del Sud a ventun anni e ottenendo un posto part-time nell'industria delle telecomunicazioni. Nel 2013 ha iniziato a lavorare come modella, dandosi successivamente alla recitazione: il suo primo ruolo è stato nella serie TV del 2018 Kiss meonjeo halkka-yo?. Dopo aver interpretato personaggi di supporto in Nae a-idineun Gangnammi-in e Nappeun hyeongsa, ha avuto parti più consistenti in Arthdal Chronicles (2019), Brahms-reul joh-ahase-yo? (2020) e Love Alarm (2021). Nel 2022 è stata scelta come protagonista della serie familiare Hyeonjaeneun areumda-wo, per cui è stata candidata ai KBS Drama Award come migliore esordiente.

## Filmografia

### Cinema
- Beautiful Voice (뷰티풀 보이스?), regia di Kim Sun-woong (2019)
- Pipeline (파이프라인?), regia di Yoo Ha (2021)

### Televisione
- Kiss meonjeo halkka-yo? (키스 먼저 할까요?) – serie TV (2018)
- Churi-ui yeo-wang 2 (추리의 여왕 2?) – serie TV (2018)
- Nae a-idineun Gangnammi-in (내 아이디는 강남미인?) – serie TV (2018)
- Nappeun hyeongsa (나쁜 형사?) – serie TV (2018-2019)
- Arthdal Chronicles (아스달 연대기?) – serie TV (2019)
- Brahms-reul joh-ahase-yo? (브람스를 좋아하세요??) – serie TV (2020)
- Gyeong-u-ui su (경우의 수?) – serie TV (2020)
- Love Alarm (좋아하면 울리는?) – serie TV (2021)
- Hyeonjaeneun areumda-wo (현재는 아름다워?) – serie TV (2022)
- Han River Police (한강?) – serie TV (2023)